# Jakob Rottmayr
Jakob Rottmayr (* 29. April 1842 in Saalfelden; † 3. Januar 1899 in Werfen) war Kaufmann und Abgeordneter zum Österreichischen Abgeordnetenhaus.

## Leben
Jakob Rottmayr war Sohn des Lederers Josef Rottmayr († 1880). Ab 1865 war er Kaufmann in Werfen. Im Jahr 1875 war er Mitgründer und Obmann und bis 1891 Hauptmann der Freiwilligen Feuerwehr Werfen.
Von 1867 bis 1899 war er Gemeinderat und von 1879 bis 1888 Bürgermeister von Werfen.
Er war römisch-katholisch und ab 1865 verheiratet mit Eva Straubinger, mit der er zwei Töchter und sechs Söhne hatte, wobei eine Tochter und drei Söhne jung verstorben sind. Er war der Bruder von Josef Rottmayr (1839–1895), einem Lederer in Saalfelden, der von 1884 bis 1895 Mitglied des Salzburger Landtags war.

## Politische Funktionen
Jakob Rottmayr war vom 9. April 1891 bis zum 22. Januar 1897 Abgeordneter des Abgeordnetenhauses im Reichsrat (VIII. Legislaturperiode) und war dort für die Kurie Städte 2 (St. Johann, Wagrain, St. Veit, Werfen, Radstadt, Hofgastein, Tamsweg, Mauterndorf, St. Michael, Zell am See, Mittersill, Taxenbach, Saalfelden, Lofer, Neumarkt, Seekirchen, Straßwalchen, Golling, Abtenau, Kuchl, Hallein, Oberndorf) zuständig.

## Klubmitgliedschaften
Jakob Rottmayr war Mitglied bei den Vereinigten Deutschen Linken.